# Georg Sturtz
Georg Sturtz, auch Georgius Sturcius, Sturcz, Stortz, Sturciades, Opercus = Stürze (* 1490 in Buchholz bei Annaberg; † 7. April 1548 in Erfurt) war Arzt und Hochschullehrer für Medizin an der Universität Erfurt, Hierana. Von 1516 bis 1526 auch Rektor der Erfurter Universität. Auch als Mäzen der Erfurter Humanisten machte er sich einen Namen.

## Leben und Wirken
Sturtz wurde in Buchholz als Sohn eines durch den Bergbau reich gewordenen Grubenbesitzers, Andreas Sturtz geboren, der 1509 auch Bürgermeister von Annaberg war. Er hatte zwei Brüder, Michael und Wolf.
Nachdem er die Lateinschule zu Annaberg besuchte, immatrikulierte er sich 1505 an der Universität Erfurt. Im Oktober 1506 erwarb mit Helius Eobanus Hessus den akademischen Abschluss eines Baccalaureus, und 1521 mit Joachim Camerarius d. Ä. den eines Magisters, wobei Eoban die Promotionsrede hielt.
Nachdem er bereits früher eine Reise nach Italien unternommen hatte, von der er 1519 zurückkehrte, reiste er 1521 zum zweiten Mal über die Alpen. Diesmal nahm er auf seine Kosten Euricius Cordus mit. Der Weg führte nach Venedig, Mantua, Rom und Ferrara, wo Euricius Cordus von Nicolaus Leonicenus zum Doctor promoviert wurde. Sturtz hielt sich währenddessen in Venedig auf.
Möglicherweise besuchte er auch Frankreich und Spanien. Nachdem Sturtz zurückgekehrt war, ließ er sich in Erfurt als praktischer Arzt nieder und hielt gleichzeitig an der Universität Vorlesungen. Im Sommersemester 1523 bekleidete er dort das Rektorat. Sturtz erwarb an der Universität zu Wittenberg, Leucorea am 9. Dezember 1523 den Doctor medicinae.
Sein Haus, die Engelsburg, war ein Sammelpunkt der Humanisten. Das Haus hatte im Jahre 1510 der Kaufmann Hans Speter erworben. Bald darauf hatte der Bergwerksbesitzer und Arzt Georg Sturtz das Haus gekauft. Obwohl er anfangs nur selten in Erfurt und in seinem Anwesen weilte, unterstützte er die intellektuellen Kreise Erfurts, was den bei Eobanus Hessus verkehrenden Humanisten zugutekam, besaß doch kaum einer von ihnen einen stattlichen finanziellen Hintergrund. Nach 1521, als viele Humanisten Erfurt verließen, wurde es in dem Anwesen ruhiger. Im Jahre 1526 verließ auch Eobanus Hessus das Haus. Sturtz förderte Euricius Cordus und Helius Eobanus Hessus, sowie zahlreiche andere Humanisten und Medizinern, unter letzteren etwa Martin Hune und Ambrosius Carlau. Er ließ ihnen seine Gunst in hohem Maße zuteilwerden, was sich auch darin zeigte, dass sie seine Einladungen zu üppigen Trinkgelagen und Gesprächsrunden erhielten. Eoban widmete ihm eine Reihe seiner Schriften. Georg Sturtz nutzte die Engelsburg für seine große Familie und seine Gäste.
Als späte Folgen der Erfurter Unruhen und Wirren verließ Sturtz im Sommer 1525 die Stadt, um in seine Heimat zurückzukehren. Er praktizierte zuvor in Erfurt und Annaberg, bevor er 1525 als Stadtarzt und Apotheker nach Joachimsthal kam. Die Stiftung und Neugründung der Apotheke brachte ihm den Dank der Stadt und ihrer Bürger ein. Er blieb dort von 1525 bis zum Jahre 1527. Er war hier Arzt und Stadtphysikus; zugleich gründete er 1526 eine Apotheke. Für die Erfurter Verhältnisse, über die er brieflich, wie durch die Besuche der Freunde eingehend unterrichtet wurde, zeigte er nach wie vor großes Interesse. Ob der mangelnde äußere Erfolg, ob die Sehnsucht nach dem Zusammensein mit den Freunden, ob die größere Beruhigung in Erfurt die Veranlassung war, im Anfange des Jahres 1528 siedelte Sturtz mit seiner Familie wieder nach Erfurt über. Sein Nachfolger, den Sturtz persönlich kannte, war Georgius Agricola aus Leipzig.
Als Martin Luther 1537 auf dem Weg von Schmalkalden zurück nach Wittenberg ein heftiges Blasen- bzw. Nierensteinleiden plagte, wurde er in Erfurt von seinem Freund Georg Sturtz behandelt, er war zu diesem Zeitpunkt einer der reichsten Bürger der Stadt, der von 1516 bis 1526 auch Rektor der dortigen Universität war, quartierte der ihn in der Engelsburg ein, wo er Luther medizinisch betreute.

## Werke (Auswahl)
- Liber de schematis febrium. 1524.
- Liber de peste. 1534.
- Regiment vor die Pestillenz. 1542.
- Ein tröstlich vnd vhast nuetzlich Regiment von der Pestilentz mit vielen schönen Regeln/ Preseruatiuen vnd Recepten. 1543.